# العراق العثماني
العراق العثماني هو مصطلح يشير إلى فترة تاريخ العراق عندما كانت المنطقة تحت حكم الدولة العثمانية من عام 1534 إلى 1920 مع فترة استقلال من عام 1704 إلى 1831 تحت حكم مماليك العراق.
قبل الإصلاحات (1534-1704) كان العراق مقسمًا إلى أربع إيالات (محافظات):
- إيالة بغداد
- إيالة شهرزور
- إيالة البصرة
- إيالة الموصل

ثم العراق العثماني في وقت لاحق (1831-1920) وكان مقسم إلى ثلاثة ولايات (محافظات)(محافظات)::
- ولاية بغداد
- ولاية البصرة
- ولاية الموصل

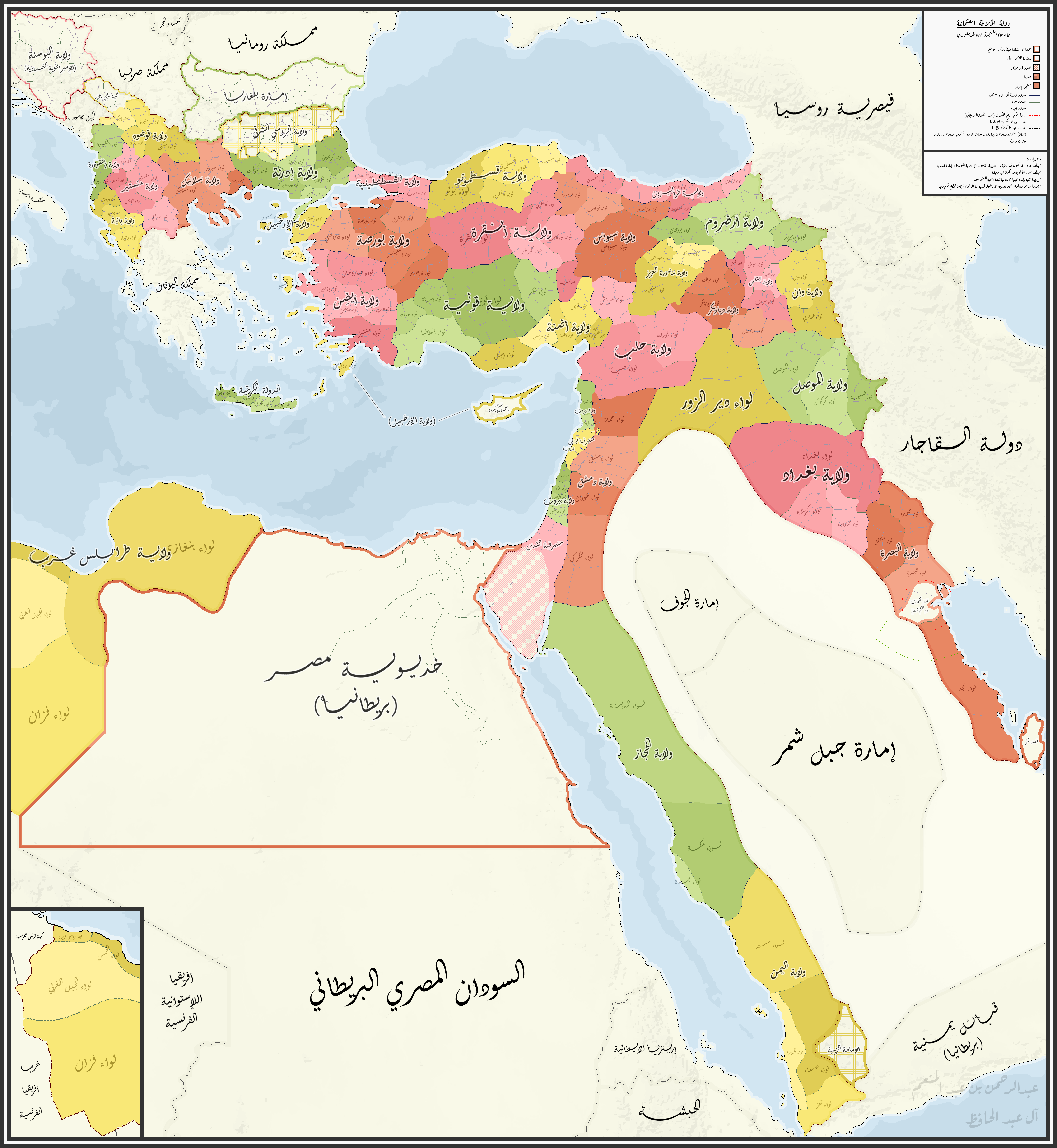
خريطة توضح التقسيمات الإدارية للدولة العثمانية عام 1317 هجري (1899 ميلادي) بما في ذلك العراق العثماني.

خلال الحرب العالمية الأولى، قامت قوات الإمبراطورية البريطانية بغزو المنطقة وكان يُعرف الغزو باسم حملة بلاد الرافدين. بدأ القتال مع معركة البصرة عام 1914 واستمر القتال طوال فترة الحرب. كان من أبرز الإجراءات حصار الكوت، الذي أدى إلى استسلام حامية الجيش الهندي البريطاني والبريطاني في البلدة في أبريل 1916، بعد حصار دام 147 يومًا.

## السكان
ورد في قاموس الأعلام المكتوب في أواخر القرن التاسع عشر أن عدد سكان العراق يقدر بثلاثة ملايين نسمة، وغالبيتهم من المسلمون العرب.

## خرائط معاصرة توضح الإيالات (ما قبل التنظيمات العثمانية)
خرائط للعراق العثماني المعاصر تظهر فيها الإيالات (قبل أن تصبح ولايات عام 1864):
- خريطة عام 1696 لرسام الخرائط ألكسندر جاليوت.
- خريطة عام 1730 لرسام الخرائط جوشوا أوتينس.
- خريطة عام 1740 لرسام الخرائط ماتيوس سوتر.
- خريطة عام 1771 لرسام الخرائط ريجوبرت بون.
- خريطة عام 1794 لرسام الخرائط جان أنفيل.
- خريطة عام 1801 لرسام الخرائط جون كاري.
- خريطة عام 1803 من كتاب جديد أطلس (كتاب مترجم من كتاب أطلس للخرائط).
- خريطة عام 1813 لرسام الخرائط جون بينكرتون.
- خريطة لرسام الخرائط أنتوني فينلي عام 1827.
- خريطة عام 1835 لرسام الخرائط توماس برادفورد.
- خريطة تظهر الإيالات عام 1849 للجغرافي صموئيل ميتشيل.

## خرائط معاصرة توضح الولايات (ما بعد التنظيمات العثمانية)
خرائط للعراق العثماني المعاصر تظهر فيها الولايات (إصلاحات ما بعد التنظيمات)
- خريطة عام 1855 تظهر السناجق.
- خريطة عام 1873.
- خريطة عام 1893.
- خريطة تظهر الولايات عام 1900 لرسام الخرائط إدوارد ستانفورد.